# Eleição municipal de Itapipoca em 2020
A eleição municipal da cidade de Itapipoca em 2020 ocorreu no dia 15 de novembro (turno único) e elegeu um prefeito, um vice-prefeito e membros da câmara de vereadores responsáveis pela administração da cidade, que se iniciará em 1° de janeiro de 2021 e com término em 31 de dezembro de 2024. O prefeito titular era João Barroso, do PSDB. Felipe Pinheiro, do PT foi eleito com 43,74% dos votos apurados.
Originalmente, as eleições ocorreriam em 4 de outubro (primeiro turno) e 25 de outubro (segundo turno) (para cidades acima de 200 mil habitantes), porém, com o agravamento da pandemia do novo coronavírus (SARS-CoV-2), causador da Covid-19, as datas foram modificadas com a promulgação da Emenda Constitucional nº 107/2020.

## Contexto político e pandemia
As eleições municipais de 2020 estão sendo marcadas, antes mesmo de iniciada a campanha oficial, pela pandemia do coronavírus SARS-CoV-2 (causador da COVID-19), o que está fazendo com que os partidos remodelem suas metodologias de pré-campanha. O Tribunal Superior Eleitoral (TSE) autorizou os partidos a realizarem as convenções para escolha de candidatos aos escrutínios por meio de plataformas digitais de transmissão, para evitar aglomerações que possam proliferar o vírus. Alguns partidos recorreram a mídias digitais para lançar suas pré-candidaturas. Além disso, a partir deste pleito, será colocada em prática a Emenda Constitucional 97/2017, que proíbe a celebração de coligações partidárias para as eleições legislativas, o que pode gerar um inchaço de candidatos ao legislativo. Conforme reportagem publicada pelo jornal Brasil de Fato em 11 de fevereiro de 2020, o país poderá ultrapassar a marca de 1 milhão de candidatos a prefeito, vice-prefeito e vereador neste escrutínio, o que não seria necessariamente bom, na opinião do professor Carlos Machado, da UnB (Universidade de Brasília): “Temos o hábito de criticar de forma intensa a coligação partidária, sem parar para refletir sobre os elementos positivos dela. O número de candidatos que um partido pode apresentar numa eleição, varia se ele estiver dentro de uma coligação, porque quando os partidos participam de uma coligação, eles são considerados como um único partido", afirmou Machado na reportagem.

## Candidatos
Nota: a tabela a seguir está organizada por ordem alfabética de candidatos.
| Prefeito(a)             | Prefeito(a) | Prefeito(a)  | Vice-prefeito(a) | Vice-prefeito(a) | Vice-prefeito(a) | Coligação                                                  | Nº |
| Candidato               | Partido     | Partido      | Candidato        | Partido          | Partido          | Coligação                                                  | Nº |
| ----------------------- | ----------- | ------------ | ---------------- | ---------------- | ---------------- | ---------------------------------------------------------- | -- |
| Antônio Carneiro        |             | PRTB         | Júnior Mota      |                  | PRTB             | Sem coligação                                              | 28 |
| Dr Dagmauro             |             | Republicanos | Dra. Cleudivânia |                  | PCdoB            | "Itapipoca nas mãos do povo" (Republicanos / PCdoB / PROS) | 10 |
| Felipe Pinheiro         |             | PT           | Dra Jocélia      |                  | MDB              | "Muda Itapipoca" (PT / MDB / PATRIOTA / PDT / PSB)         | 13 |
| João Barroso            |             | PSDB         | Edísio Pachecoo  |                  | PSD              | "Itapipoca não pode parar" ( PSDB / PSD)                   | 45 |
| Paulo Henrique Teixeira |             | PSL          | Saulo Martins    |                  | PSL              | Sem coligação                                              | 17 |

- Atualizado até 01h17min, quinta-feira, 20 de março de 2025 (UTC)

## Resultados

### Prefeito
| Candidato(a)                  | Vice                     | Votação | Votação     |
| Candidato(a)                  | Vice                     | Total   | Porcentagem |
| ----------------------------- | ------------------------ | ------- | ----------- |
| Felipe Pinheiro (PT)          | Dra Jocélia (MDB)        | 31.760  | 43,74%      |
| João Barroso (PSDB)           | Edísio Pachecoo (PSD)    | 27.415  | 37,75%      |
| Dr Dagmauro (Republicanos)    | Dra. Cleudivânia (PCdoB) | 11.666  | 16,07%      |
| Paulo Henrique Teixeira (PSL) | Saulo Martins (PSL)      | 1.681   | 2,31%       |
| Antônio Carneiro (PRTB)       | Júnior Mota (PRTB)       | 92      | 0,13%       |
| Total de votos válidos        | Total de votos válidos   | 72.614  | 95,11%      |
| Votos em branco               | Votos em branco          | 1.002   | 1,31%       |
| Votos nulos                   | Votos nulos              | 2 731   | 3,58%       |
| Total                         | Total                    | 76.737  | 86,86%      |
| Abstenções                    | Abstenções               | 11.554  | 13,14%      |

| Esquema Gráfico         | Esquema Gráfico         | Esquema Gráfico | Esquema Gráfico | Esquema Gráfico |
| ----------------------- | ----------------------- | --------------- | --------------- | --------------- |
|                         |                         |                 |                 |                 |
| Felpe Pinheiro          | Felpe Pinheiro          |                 | 43,74%          | 43,74%          |
| João Barroso            | João Barroso            |                 | 37,75%          | 37,75%          |
| Dr Dagmauro             | Dr Dagmauro             |                 | 16,07%          | 16,07%          |
| Paulo Henrique Teixeira | Paulo Henrique Teixeira |                 | 2,31%           | 2,31%           |
| Antônio Carneiro        | Antônio Carneiro        |                 | 0,13%           | 0,13%           |
| Brancos e Nulos         | Brancos e Nulos         |                 | 4,89%           | 4,89%           |
| Abstenções              | Abstenções              |                 | 13,14%          | 13,14%          |

### Vereadores Eleitos
| Candidato(a)           | Partido      | Votação |
| ---------------------- | ------------ | ------- |
| Ezio Sampaio           | PSDB         | 2.822   |
| Larissa                | PSDB         | 2.675   |
| Francisco Alberto      | PDT          | 2.196   |
| Fabio Pires            | PSDB         | 2.110   |
| Dr Rubens              | PSDB         | 2.062   |
| Itamar Marques         | PDT          | 2.048   |
| Antonio Alves          | PDT          | 2.018   |
| Paulinha Braga         | PDT          | 1.988   |
| Professor Urbano       | PSDB         | 1.968   |
| Eucário                | PSDB         | 1.819   |
| Gustavo Barroso        | PSDB         | 1.775   |
| Luis Carlos Góes       | PSDB         | 1.759   |
| Adams de Castro        | PSDB         | 1.727   |
| Matheus Braga          | Republicanos | 1.674   |
| Dr Dermeval            | MDB          | 1.510   |
| Dra. Tina Freires      | PCdoB        | 1.198   |
| Professor Raimundo     | PSD          | 1.046   |
| Professor Carlos Pires | PT           | 1.042   |
| Zé Carlos do Arapari   | PT           | 822     |